# Niwki (województwo wielkopolskie)
Niwki – osada w Polsce położona w województwie wielkopolskim, w powiecie kolskim, w gminie Chodów.
W latach 1975–1998 miejscowość położona była w województwie konińskim.